# Louis Léopold Boilly
Louis Léopold Boilly (La Bassée, Nord – Pas de Calais, 5 de juliol de 1761 - París, 4 de gener de 1845) fou un pintor francès que destacà pel seu talent per a la interpretació de retrats pictòrics. També va realitzar diverses obres d'escena de gènere, les quals mostraven molt detalladament l'estil de vida de la classe social mitjana a França a finals del segle xviii ia principis del segle xix. A més, el seu estil es va veure influenciat per la pintura barroca dels Països Baixos del segle xvii, de pintors com Gabriel Metsu, Willem van Mieris i Gerard ter Borch.